# Der Kampf mit dem Drachen oder : Die Tragödie des Untermieters
Pour plus de détails, voir Fiche technique et Distribution.
Der Kampf mit dem Drachen oder : Die Tragödie des Untermieters (traduction littérale : Le Combat avec le dragon ou la Tragédie des sous-locataires) est un court métrage allemand réalisé par Robert Siodmak, sorti en 1930.

## Synopsis
Un employé au caractère doux ne peut plus supporter la méchanceté gratuite de sa propriétaire de pension et prend des mesures drastiques pour changer la situation.

## Fiche technique
- Titre original : Der Kampf mit dem Drachen oder : Die Tragödie des Untermieters
- Réalisation : Robert Siodmak
- Scénario : Robert Siodmak, Curt Siodmak, Billy Wilder (idée; non crédité)
- Musique : Herbert Lichtenstein
- Directeurs de la photographie : Konstantin Irmen-Tschet, Günther Rittau
- Décorateur : Willi Herrmann
- ingénieur du son : Erich Leistner
- Sociétés de production : UFA
- Pays de production : Allemagne  République de Weimar
- Durée : 14 minutes (382 mètres)
- Format : Noir et blanc - 1,33:1 - Mono
- Date de sortie : 
  - Allemagne : 13 août 1930

## Distribution
- Hedwig Wangel
- Felix Bressart